# Jan I Berthout van Berlaer

Familiewapen
Berthout van Berlaer

Jan I Berthout van Berlaer (1250-1310) was een edelman uit Mechelen en de zoon van Lodewijk I Berthout van Berlaer en Sophia van Gavere.
Op 18 december 1278 trouwde hij met Maria van Mortagne (1250-1290), en na 1293 met Maria van Souburg.
Jan I was onder meer heer van Grammene, Keerbergen en andere bezittingen in het hertogdom Brabant. In 1302 vocht hij mee aan de zijde van de Vlamingen in de Gulden Sporenslag.
Jan I en Maria van Mortagne kregen Jan II Berthout van Berlaer als zoon, en deze kreeg de heerlijkheid Helmond te leen uit handen van hertog Jan III van Brabant. In sommige documenten wordt deze Jan II wel Jan I genoemd, hetgeen tot verwarring aanleiding kan geven.